# Heinrich-Schütz-Ensemble Vornbach
Das Heinrich-Schütz-Ensemble Vornbach wurde 1993 gegründet und ist beheimatet im Dreiländereck Deutschland-Österreich-Tschechien. Der Kammerchor wurde nach dem frühbarocken Komponisten Heinrich Schütz (1585–1672) benannt. Gründer und Leiter des Ensembles ist Martin Steidler.

## Geschichte

Das Heinrich-Schütz-Ensemble Vornbach in Spittal/Drau 2007

Die Chorgemeinschaft des 1993 gegründeten Heinrich-Schütz-Ensembles besteht aus ausgebildeten Musikern und Amateursängern, die sich ebenso mit den großen Oratorien und Höhepunkten der A-cappella-Literatur auseinandersetzen wie mit Auftragswerken zeitgenössischer Komponisten.
Das interne Netzwerk des Heinrich-Schütz-Ensembles besteht derzeit aus etwa 45 Sängerinnen und Sängern, die als Vereinsmitglieder für den nötigen Kern und die regionale Verankerung sorgen. Darüber hinaus gehören etwa 200 weitere Sänger aus einem weiten Umkreis zum erweiterten Kreis der Chorgemeinschaft, die sich je nach stimmlicher Besetzung einzelnen Projekten anschließen.

## Auszeichnungen

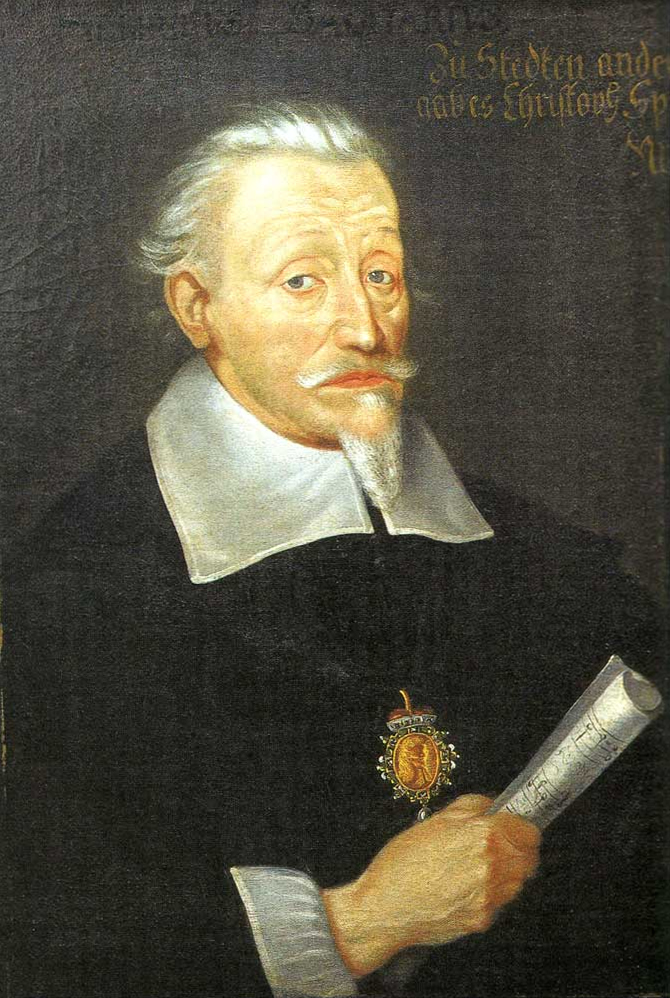
Heinrich Schütz porträtiert von Christoph Spetner um 1660

Das musikalische Wirken des Chores wurde bereits mehrfach mit Preisen und Auszeichnungen honoriert, unter anderem mit dem Kulturförderpreis des Landkreises Passau und dem Preis der Stiftung Europäisches Konzerthaus, der 2005 an Chorleiter Martin Steidler ging. Auch international erreichte das Ensemble Spitzenwertungen bei internationalen Wettbewerben, so 2007 beim 44. Internationalen Chorwettbewerb Spittal an der Drau in Kärnten (1. Preis Kategorie "Kunstlied"/3. Preis Kategorie "Volkslied"), und wurde im Oktober 2008 für sein künstlerisches Wirken mit dem E.ON-Bayern-Kulturpreis ausgezeichnet.
Im Jahr 2010 hat der Chor die internationale Fleischmann Trophy Competition beim 56th Cork International Choral Festival in Cork (Irland) gewonnen. Auch die Heinrich Schütz Perpetual Trophy ging an das Heinrich-Schütz-Ensemble Vornbach – für die beste Interpretation eines Werkes von Heinrich Schütz.

## Diskographie
- Ruth Zechlin: Missa in Honorem Sancti Stephani, kmp 2003
- Gabriel Fauré: Requiem, kmp 2001
- W. A. Mozart: Requiem (Süßmayr-Fassung), kmp 2001
- Joseph Haydn: Die Schöpfung, kmp 1999
- Jules Massenet: Eve (Mysterium in drei Teilen), Arte Nova 1998
- Mozart, Brixi, Haydn, König: Ecce Sacerdos Magnus, Symicon 1996

## Partner des Heinrich-Schütz-Ensembles Vornbach
- Dirigenten: Gustav Kuhn, Leoš Svárovský, Wilhelm Keitel, Jeanpierre Faber, Basil Coleman, Stanislav Vavrinek, František Drs, Cesario Costa
- Chorleiter: Agita Ikauniece und Ints Teterovskis (LV), Heli Sepp (ES), Irina Sermenko-va (GUS), Roman Michalek und Zdeněk Vimr (CZ), Jani Siven und Timo Nuoranne (FI), Johannes Prinz, Franz Herzog und Markus Obereder (A)
- Orchester: Euregio Symphonie-Orchester (D/A/CZ), Marini Consort Innsbruck, Kammerphilharmonie Budweis, Sinfonietta Slovacka Brünn, Niederbayerische Philharmonie, Barockorchester „L’Orfeo“, Freisinger Hofmusik, Haydn-Orchester von Bozen und Trient
- Chöre: Laetitia (CZ), Nová Česká Píseň (CZ), Vokalforum Graz (A), Juvenis (A), Balsis (LV), Studium (RUS), Audite (FIN), EAnsemble (P)
- Festivals: Tiroler Festspiele Erl, Europäische Wochen Passau, Music Inspiration Landscape Riga 2007, Musiksommer zwischen Inn und Salzach, Schlägler Musiksommer, Kongress für Chormusik Linz 2006
- Konzertreisen: Österreich, Tschechien, Italien, Portugal, Finnland, Lettland, Estland, Russland und Irland